# Guru (film 2002)
Guru (ang. The Guru) – brytyjska komedia z 2002 roku o nauczycielu tańca, który wyrusza z Indii do Nowego Jorku marząc o zrobieniu kariery w filmie. Sławę i bogactwo zyskuje przypadkiem, uznany za guru w sprawach seksu. Głoszoną filozofię czerpie z lekcji aktorki filmów pornograficznych. W tytułowej roli wystąpił Jimi Mistry, znany z ról w Partition i East is East.

## Fabuła
Od dziecka zafascynowany tańcem Ramu Gupta (Jimi Mistry) wyjeżdża z Indii do Nowego Jorku. Liczy tam na szybkie wzbogacenie się i karierę gwiazdy filmowej. Tymczasem  mieszka w pokoju z kilkoma indyjskimi emigrantami, upokarzany w pracy jako kelner, a gdy w końcu otrzymuje pracę w filmie, okazuje się, że chodzi o film pornograficzny. Nawet w tej pracy okazuje się nieudacznikiem. Jego sytuacja zmienia się, gdy na przyjęciu dla "białych" snobów musi zastąpić hinduskiego "guru". Przebrany w pośpiechu, tańcząc głosi Amerykanom wyzwolenie poprzez seks. Jak papuga powtarza słowa, którymi na planie filmu pornograficznego daremnie próbowała go rozluźnić pornogwiazda. Zaczyna zdobywać upragnioną sławę jako guru od seksu.

## Obsada
- Jimi Mistry – Ramu Gupta
- Heather Graham – Sharonna
- Marisa Tomei – Lexi
- Michael McKean – Dwain, reżyser pornograficznych filmów
- Dash Mihok – Rusty, narzeczony Sharonny
- Emil Marwa – Vijay Rao, kuzyn Ramu
- Christine Baranski – Chantal, matka Lexi
- Ronald Guttman – Edwin, ojciec Lexi
- Malachy McCourt – ojciec Flannigan
- Ajay Naidu – Sanjay
- Anita Gillette – Mrs. McGee, Rusty's mother
- Pat McNamara – Mr. McGee, ojciec Rusty
- Dwight Ewell – Peaches, przyjaciółka Sharonny